# دوبرومیژتسه
دوبرومیژتسه (به لهستانی:  Dobromierzyce) یک روستا در لهستان است که در گمینا وربکوویتسه واقع شده‌است.